# Yui Hasegawa
Yui Hasegawa (長谷川 唯, Hasegawa Yui, nascida em 29 de janeiro de 1997)  é uma jogadora de futebol japonesa. Ela joga no Manchester City e no time nacional do Japão .

## Carreira em clube
Hasegawa nasceu na província de Miyagi em 29 de janeiro de 1997. Ela se juntou ao Nippon TV Beleza na equipe de juniores em 2013. Ela foi eleita a Melhor Camisa Onze na temporada de 2017.

## Carreira ma equipe nacional
Hasegawa foi uma das jogadoras da seleção do Japão Sub-17 na Copa do Mundo de 2012 e 2014. Em 2014, o time sub-17 do Japão venceu o campeonato. Ela também foi uma jogadora da equipe do Japão Sub-20 na Copa do Mundo Sub-20 de 2016 em que o Japão conquistou o 3º lugar. Em 2017, foi escolhida para a seleção do Japão para a Taça do Algarve de 2017 . Nesta competição, em 1º de março, ela estreou contra a Espanha . Em 2018, ela jogou no 2018 Asian Cup e o Japão ganhou o campeonato. Ela jogou 30 partidas e marcou 4 gols pelo Japão.